# 谢旗
谢旗，遗传学家，中国科学院遗传与发育生物学研究所研究员，植物蛋白修饰和降解研究项目的首席科学家，研究领域为泛素介导的蛋白修饰及植物逆境胁迫信号传导的分子机制。中国教育部第四批"长江学者"特聘教授、享受国务院政府特殊津贴，曾获得国家自然科学奖等奖项。

## 生平
1987年获得中山大学学士学位，1990年广东省微生物研究所硕士。1994年获得馬德里康普頓斯大學博士学位。1995年至1998年分别在马德里自治大学、洛克菲勒大學从事博士后研究。1998年起在新加坡国立大学任职，后回到中国。